# Ave Maria (песня «Винтажа»)
«Ave Maria» — песня, написанная Алексеем Романоф, Александром Сахаровым и Анной Плетнёвой. Спродюсированная Романоф, Плетнёвой и Сахаровым, композиция была записана российской поп-группой «Винтаж», для их третьего студийного альбома «Анечка» (2011). «Ave Maria» ассоциирована с христианской молитвой Аве Мария и в ней есть созвучии с творчеством Мишеля Крету. Критики также отмечали схожесть бриджа песни с композицией Леди Гаги «Born This Way».
Критики дали неоднозначную оценку композиции. Одни описывали её, как несомненный хит, другие относили к ничем не выделяющимся в альбоме. Алексей Мажаев из InterMedia дал песне смешанную оценку и писал, что от «Аve Maria» «ждёшь какого-то торжественного „музыкального католицизма“, но „европейскость“ проявляется только в очередном созвучии с творчеством Мишеля Крету». Яков Золотов в Dvjournal.ru отмечал назидательный и философский посыл композиции.
После выпуска альбома «Аve Maria» попала в чарт продаж русскоязычной музыки портала «Красная звезда» и достигла 48-й позиции. Группа впервые исполнила песню на сольном концерте в московском «Крокус Сити Холле», где представили новую программу и открыли новый концертный тур под названием «История плохой девочки». Исполнение «Ave Maria» было названо одним из лучших номеров шоу.

## Предыстория
После релиза своего второго студийного альбома SEX (2009 год), группа долгое время гастролировала и успела выпустить несколько новых синглов, не входивших на пластинку («Микки», «Роман» и «Мама-Америка»). О новом альбоме участники группы обмолвились ещё в марте 2011 года, на пресс-конференции в Екатеринбурге. Анна Плетнёва говорила, что группа находится в процессе записи нового материала. «Сейчас мы находимся в процессе беременности. В хорошем смысле этого слова. Мы вынашиваем третьего ребёнка — наш новый альбом. Каждый день запираемся в студии, наслаждаемся творчеством», — рассказала артистка. В это время была написана и записана песня «Ave Maria», автором музыки которой выступил Алексей Романоф, а текст написали Александр Сахаров и Анна Плетнёва. Композиция вошла под седьмым номером в новый альбом группы, который был выпущен 28 сентября 2011 года.
15 октября 2011 года «Винтаж» дали сольный концерт в московском «Крокус Сити Холле», представив новую программу и открыв новый концертный тур под названием «История плохой девочки». На мероприятии песня была впервые исполнены перед широкой публикой и позже включена в сет-лист тура. Исполнение «Ave Maria» было названо одним из лучших номеров шоу: «…на сцене на античных платформах танцевали древнегреческие статуи, по бокам на трёхметровой высоте участники балета выполняли акробатические номера, а по центру на возвышении, застеленном красным шёлком, воцаряла Анна Плетнёва с красной повязкой на глазах. Номер оставил неизгладимое впечатление и, пожалуй, именно он должен был открывать концерт», — описывали постановку на сайте «Карты Музыки». Вначале солистка появилась летящей над сценой, её платье при этом закрывало более половины сцены, а по краям в воздухе исполняли номера акробаты с лентами. Алексей Остудин из «Московского комсомольца» писал, что «такие номера, как „Деревья“, „Аве Мария“, могут стать украшением для шоу любого западного поп-артиста».

## Музыка и текст
В «Ave Maria» соединены стили данс-поп и европоп. По мнению Алексея Мажаева «европейскость» композиции проявляется в созвучии с творчеством Мишеля Крету. Припев песни ассоциирован с христианской молитвой Аве Мария, где циклически повторяются первые строчки молитвы. На сайте «Карты Музыки» отмечали, что в песне есть вставка на английском языке, которая напоминает бридж из песни Леди Гаги «Born This Way». В издании писали по этому поводу: «в этой композиции „Винтаж“ даже не стал вуалировать заимствование и сделал вставку на английском языке, которая по манере прочтения в точности копирует Гагу».
Яков Золотов в Dvjournal.ru писал, что текст песни перекликается с тематикой другой песни с пластинки «Деревья». В песне присутствуют строчки «Мы строим планы и не верим в чудо…», которые, по мнению критика, говорят о том, что взрослый мир отвергает существование чуда, а дети «чисты и дотрагиваются до чудес своими сердцами прямо из колыбели».

## Реакция критики
Алексей Мажаев из InterMedia дал песне смешанную оценку и писал, что от «Аve Maria» «ждёшь какого-то торжественного „музыкального католицизма“, но „европейскость“ проявляется только в очередном созвучии с творчеством Мишеля Крету». Редакция «Карты Музыки» дала композиции положительную рецензию и в издании писали, что «…несмотря на избитость названия, [„Аve Maria“] имеет все шансы на, то чтобы стать очередным хитом коллектива. К слову, именно для этого трека на сольнике в столице группа подготовила специальный хорошо срежиссированный номер с акробатами и танцорами. Припев песни очень легко запоминается, а текст в целом не лишён смысла, музыка же, как и в случае с „Романом“, очень напоминает „творение“ иконы современного музыкального стиля Леди Гаги». Яков Золотов в Dvjournal.ru отмечал назидательный и философский посыл «Аve Maria», который заключался в том, что взрослым необходимо почувствовать себя детьми, поскольку это поможет поверить в чудо. «А дотянуться до неба вам поможет сердечная молитва „Аve Maria“. Молодые категоричны и отвергают шаблоны и каноны. Но быть может кто-нибудь из поклонников „Винтажа“, услышав песню, поймёт как надо молиться…», — писал автор. Дмитрий Прочухан из NewsMusic.ru дал песне негативную оценку и отмечал, что, как и другой впервые представленный в альбоме материал, «Аve Maria» ничем не выделялась на общем фоне.

## Коммерческий успех
После выпуска альбома «Анечка», «Аve Maria» попала в чарт продаж русскоязычной музыки портала «Красная звезда» (основан на информации, полученной от российского издания журнала Billboard). Песня дебютировала в чарте в ноябре 2011 года на 48 позиции, что стало для неё лучшим результатом. После удачной телевизионной трансляции московского концерта тура «История плохой девочки», концертное видео песни попало в видеочарт портала на 81 позицию.

## Участники записи
В создании и записи композиции приняли участие следующие музыканты:
- Алексей Романоф — музыка, текст, аранжировка, саунд-продюсирование, бэк-вокал
- Александр Сахаров — аранжировка, сведение, мастеринг, саунд-продюсирование, текст
- Анна Плетнёва — саунд-продюсирование, вокал, текст

## Чарты
| Страна/территория (Чарт)               | Высшая Позиция |
| -------------------------------------- | -------------- |
| Россия («Красная звезда». Чарт продаж) | 48             |
| Россия («Красная звезда». Видеочарт)   | 81             |